# La Vie de château (film, 1966)
Pour les articles homonymes, voir La Vie de château.
Pour plus de détails, voir Fiche technique et Distribution.
La Vie de château est un film français réalisé par Jean-Paul Rappeneau, sorti en 1966.

## Synopsis
En 1944, dans la Manche, en Normandie, Jérôme (Philippe Noiret) vit dans son château avec sa mère Charlotte (Mary Marquet). Marie (Catherine Deneuve) l'épouse de Jérôme, est la fille de Dimanche (Pierre Brasseur), ancien métayer du château. Dimanche est le chef du réseau local de la Résistance. Marie, s'ennuie dans le château et veut ardemment aller découvrir Paris. Marie qui rêve de héros est exaspérée par Jérôme qu'elle trouve mou, empâté et uniquement préoccupé par la végétation environnante endormie. Ils sont contraints d'héberger le commandant Seigfried Klopstock (Carlos Thompson) avec ses soldats. Celui-ci tente de séduire Marie.
Un soir, Julien Pontaubert (Henri Garcin), capitaine résistant français, est parachuté d'Angleterre sur le domaine. Il contribue à la préparation du débarquement de Normandie imminent, en délimitant des zones de largage pour les parachutistes américains. Julien fait une cour assidue à Marie, qui voit en lui le héros dont elle rêve.
Jérôme, enfin conscient du danger, réagit.

## Fiche technique
- Titre : La Vie de château
- Titres anglais : A Matter of Resistance ou Gracious Living
- Réalisation : Jean-Paul Rappeneau, assisté de Nicolas Ribowski
- Scénario et dialogue : Jean-Paul Rappeneau, Daniel Boulanger, Alain Cavalier et Claude Sautet
- Décors : Jacques Saulnier
- Costumes : Marc Dolnitz
- Photographie : Pierre Lhomme
- Son : Pierre Goupil et Jacques Maumont
- Montage : Pierre Gillette
- Musique : Michel Legrand
- Production : Nicole Stéphane
- Sociétés de production : Les Productions de la Guéville, Ancinex
- Société de distribution : UGC
- Pays de production :  France
- Langue originale : français
- Format : noir et blanc — 35 mm — 1,66:1 — son mono
- Genre : Comédie romantique et guerre
- Durée : 95 minutes
- Date de sortie : 
  - France : 25 janvier 1966
- Affiche : Jean Mascii (France)

## Distribution
- Philippe Noiret : Jérôme, le châtelain
- Catherine Deneuve : Marie, épouse de Jérôme
- Pierre Brasseur : Dimanche « Vendredi », père de Marie, chef résistant
- Mary Marquet : Charlotte, mère de Jérôme
- Henri Garcin : le capitaine Julien « Bobby » Pontaubert, résistant
- Carlos Thompson : le major Siegfried Klopstock
- Marc Dudicourt : Schimmelbeck
- Robert Moor : Plantier, jardinier du château
- Christian Barbier : le colonel
- Donald O'Brien : l'officier parachutiste américain
- Jean-Pierre Moulin : le lieutenant
- Paul Le Person : Roger, un ouvrier agricole (non crédité)

## Production

### Lieu de tournage
Le film a été tourné dans les départements :
- Yvelines : Château de Neuville à Gambais .
- Aveyron : Château de Roquelaure à Lassouts.

## Accueil

### Sortie
- Le film sort peu de temps après l'obtention du prix Louis-Delluc et reste une année entière en exclusivité dans certaines salles[2].

## Distinctions
- Prix Louis-Delluc en 1966 en faveur de Jean-Paul Rappeneau

## Analyse

### Anachronisme
- Julien prend des photos du blockhaus allemand avec un Stylophot, appareil photo miniature en bakélite, qui ne fut fabriqué qu'en 1955, 10 ans après la guerre.

## Autour du film

### Éditions
Après une première sortie en VHS par la société Gcr en 1997, le film est plusieurs fois proposé en DVD. En 2015, une nouvelle édition en Blu-ray, augmentée de nombreux bonus dont une interview de 56 min du réalisateur, est disponible chez TF1 vidéo en haute définition.